# Stigmidium punctillum
Stigmidium punctillum är en lavart som först beskrevs av Johann Franz Xaver Arnold, och fick sitt nu gällande namn av David Leslie Hawksworth 1975. Stigmidium punctillum ingår i släktet Stigmidium och familjen Mycosphaerellaceae.   Inga underarter finns listade i Catalogue of Life.